# 从21世纪安全撤离
《从21世纪安全撤离》是2024年上映的中国大陆喜剧科幻电影，由短片《李献计历险记》的导演李阳编剧并执导，这也是李阳执导的首部电影长片，并由张若昀、钟楚曦、宋洋、吳曉亮领衔主演，朱颜曼滋、李晨浩、温峥嵘、石凉特邀主演。影片融合了ACG文化、赛博朋克、中式梦核（Dreamcore）、穿越等元素。

## 剧情概要
故事背景设定在虚构的星球K星，王炸、诚勇、泡泡三位高中生在机缘巧合下拥有了可以往返未来20年的能力，但未来并未如想象中美好，这项能力让他们陷入了未来世界的阴谋之中。在发现未来命运无常、现实困顿后面对挑战和危机，王炸和朋友们决意化身超级英雄联手与邪恶势力展开较量，拯救濒危的世界。

## 演员阵容
- 张若昀 饰演 王炸
- 钟楚曦 饰演 刘连枝
- 宋洋 饰演 王诚勇
- 吴晓亮 饰演 韩光
- 朱颜曼滋 饰演 杨艺
- 李晨浩 饰演 泡泡
- 温峥嵘 饰演 三爷
- 石凉 饰演 王诚勇父亲
- 陈一辰 饰演 少年王炸
- 李卓钊 饰演 少年王诚勇
- 康启轩 饰演 少年泡泡
- 马凡丁 饰演 少年杨艺

## 电影音乐
| 曲序 | 曲目                         |                | 作曲   | 编曲           | 製作人 | 演唱           |
| ---- | ---------------------------- | -------------- | ------ | -------------- | ------ | -------------- |
| 1.   | 蒲公英是凝固的烟花（主题曲） | 唐汉霄、原昕宇 | 唐汉霄 | 李咏恩、唐汉霄 | 唐汉霄 | 唐汉霄、王赫野 |

## 发行
该片原定2024年8月3日在中国大陆上映，7月26日宣布提档至8月2日上映；7月18日起在部分城市开启点映，7月27日、28日中国全国限时点映。同年9月6日上线中国大陆流媒体平台。
Fortissimo Films获得该片的国际发行权，该片入选第49届多伦多国际电影节“午夜疯狂”单元，并将于电影节期间举行国际首映。

## 反响

### 票房
该片在中国大陆点映首日便创下2024年暑期档点映影片点映上座率和场均人次的最高纪录。2024年8月3日0时，票房过5000万元；8月5日20时突破8000万元。

### 评价
《文汇报》光明文艺评论频道的一篇评论称，影片成功地将二次元风格手法与精神内核深度融合，以其独特的视觉风格、对青春和怀旧的深刻探讨，在千禧年怀旧中炮制了一则永远年轻的理想主义神话；但同时也指出影片叙事模式过于男性化，存在刻板与过时之嫌，并且影片的循环叙事结构暴露出一种深层的无意义感与无方向感，未能有效回应现代人类精神困境的问题。

## 奖项荣誉
| 年份   | 颁奖礼                             | 奖项                 | 入围者               | 结果 | 参考   |
| ------ | ---------------------------------- | -------------------- | -------------------- | ---- | ------ |
| 2024年 | 首届中国（象山）北纬30度科幻电影周 | 2024年度瞩目科幻电影 | 《从21世纪安全撤离》 | 獲獎 | [ 20 ] |